# Alfred-Auguste Cuvillier-Fleury
Alfred-Auguste Cuvillier-Fleury (Parigi, 18 marzo 1802 – Parigi, 18 ottobre 1887) è stato uno storico e critico letterario francese.

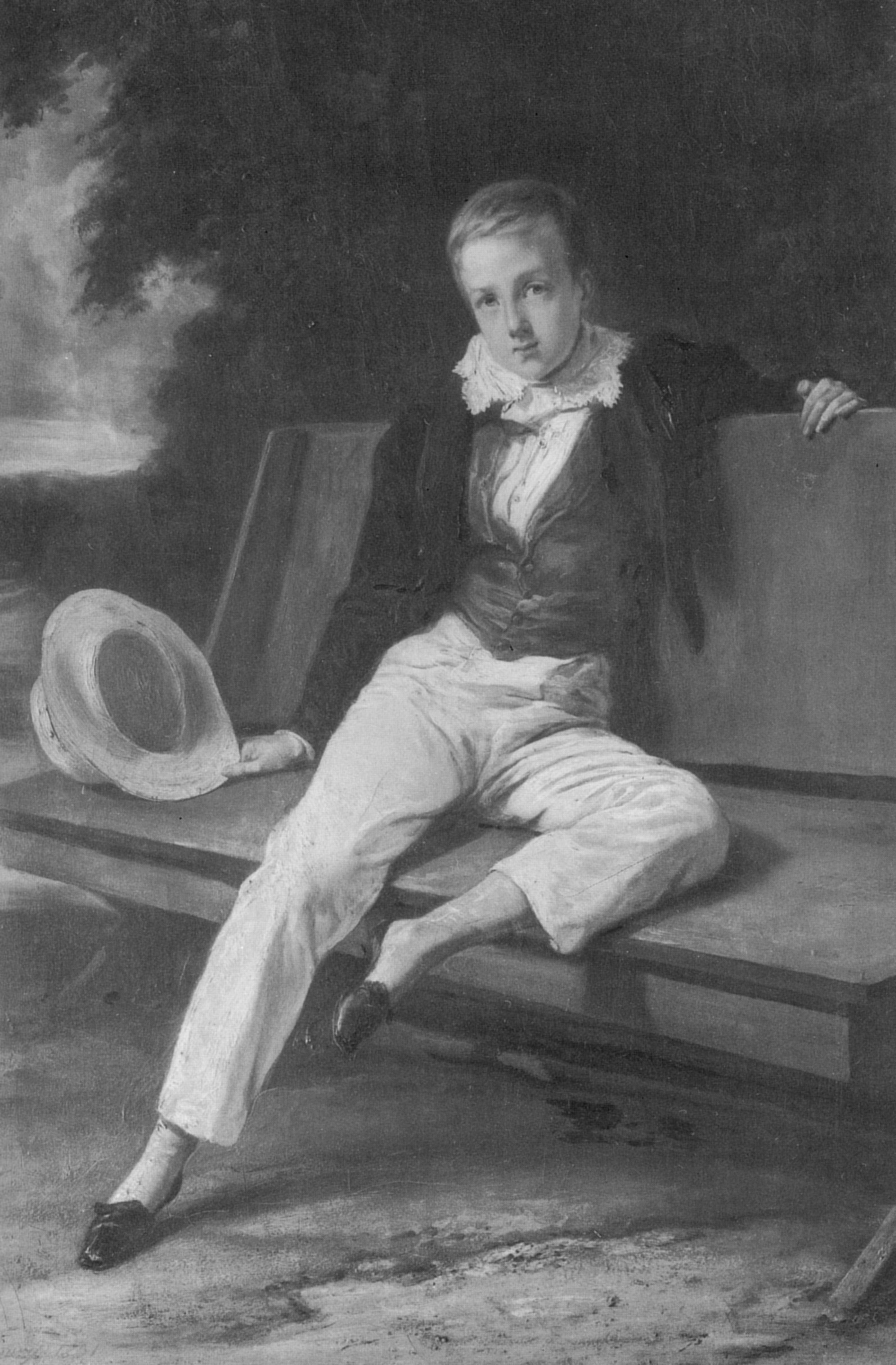
Il giovane Enrico d'Orléans, allievo di Cuvillier-Fleury, nel 1831

Nato a Parigi nel 1802, dopo aver studiato al Lycée Louis-le-Grand, una delle più prestigiose scuole francesi, Cuvillier-Fleury si trasferisce a Firenze con Luigi Bonaparte, fratello di Napoleone ed ex re del Regno d'Olanda, del quale è segretario. Successivamente, dopo essere stato prefetto degli studi presso il Collège Sainte-Barbe a Parigi, è assunto, dal 1827 al 1839, come precettore di Enrico d'Orléans, figlio di Luigi Filippo di Francia e ultimo duca d'Aumale, per divenirne poi segretario particolare.
Nel 1834 Cuvillier-Fleury entra nella redazione del Journal des débats politiques et littéraires ove si occuperà di alcuni dei maggiori scrittori francesi del tempo: Lamartine, Chateaubriand e Hugo. Nel 1848, abbandonato il Journal, pubblica a puntate una serie di ritratti di politici e rivoluzionari che, riuniti, saranno pubblicati con successo a Parigi in due volumi, nel 1851: Portraits politiques et révolutionnaires.
Nel 1866 viene eletto membro dell'Académie française come successore di André-Marie Dupin, occupando il seggio numero 35 .
Muore nella città natale, a ottantacinque anni, nel 1887.

## Opere
- Notes historiques sur le général Allard et sur le royaume de Lahore, Paris, impr. de Fain, 1836.
- Portraits politiques et révolutionnaires, Paris, Michel Levy freres, 1851. Testo online, volume I; Testo online, volume II
- Voyages et voyageurs, 1837-1854, Paris, Michel Levy freres, 1854. Testo online
- Études historiques et littéraires, Paris, Michel Levy freres, 1854. Testo online, volume II
- Nouvelles études historiques et littéraires, Paris, Michel Levy freres, 1855. Testo online
- Dernières études historiques et littéraires, Paris: Michel Lèvy frères, 1859. Testo online, volume I; Testo online, volume II
- Historiens, poètes et romanciers, Paris, Michel Levy freres, 1863. Testo online
- Études et portraits, Paris, Michel Levy freres, 1865. Testo online
- Posthumes et revenants, Paris, Calmann Levy, 1879. Testo online
- Journal et correspondance intimes
  - La Famille d'Orléans au palais-royal, 1828-1831, Paris, Plon, 1900.
  - La Famille d'Orléans aux Tuileries et en exil, 1832-1851, Paris, Plon-Nourrit et Cie, 1903.